# Прая (остров)
Пра́я (порт. Ilhéu da Praia) — необитаемый остров в составе Азорских островов. Имеет базальтовое происхождение. Площадь 12 га. Расположен в 1,5 км к востоку от острова Грасиоза. Прая — относительно низкий остров, максимальная высота — 51 м. Он практически полностью покрыт кустарниковой растительностью.
По геологическому строению остров состоит из лавовых потоков и пирокластических образований, будучи в значительной степени палагонитным, особенно песчаные отложения, возникшие в результате вулканического извержения Caldeira da Graciosa.
Море вокруг Праи мелкое, глубина не превышает 24 м в радиусе 500 м от острова. Он является домом для колоний морских птиц. Колонии считаются самыми многочисленными на Азорских островах. Здесь обитают речные крачки (Sterna hirundo) и эндемик Азорских островов Oceanodroma monteiroi.
Доступ к острову ограничивается вследствие охраны местности. Человеческая деятельность на Прае — купание и рыбалка — негативно сказываются на колониях морских птиц.
Подводная фауна состоит из рыбы-собаки (Bodianus scrofa), европейского краба-паука (Maja squinado), морских окуней (Sebastes) и Sparisoma abilgaardi. Морская флора включает в себя Dictyota dichotoma, Corallina officinalis, Asparagopsis armata и цистозейру (Cystoseira).
Добраться до острова можно по морю, на нём существует небольшой порт.